# Antwerp Port Epic 2025 (vrouwen)
De derde editie van de wielerwedstrijd Antwerp Port Epic voor vrouwen vond plaats op 7 juni 2025. De 97 deelneemsters moesten een parcours van 124,9 kilometer, deels over onverharde wegen en kasseistroken, in en rond Antwerpen afleggen. De wedstrijd maakte deel uit van de UCI Women's ProSeries, met de categorie 1.Pro, en de Lotto Belgium Cup. De Noorse Susanne Andersen won de wedstrijd, voor de Française Clara Copponi en de Schotse Eilidh Shaw.

## Uitslag
| Plaats  | Naam                       | Ploeg                    | Tijd     |
| ------- | -------------------------- | ------------------------ | -------- |
| Winnaar | Susanne Andersen           | Uno-X Mobility           | 3u17'50" |
| 2       | Clara Copponi              | Lidl-Trek                | z.t.     |
| 3       | Eilidh Shaw                | UAE Team ADQ             | z.t.     |
| 4       | Ceylin del Carmen Alvarado | Fenix-Deceuninck         | z.t.     |
| 5       | Nicole Steigenga           | AG Insurance-Soudal      | z.t.     |
| 6       | Fleur Moors                | Lidl-Trek                | z.t.     |
| 7       | Valentine Fortin           | Cofidis                  | z.t.     |
| 8       | Lily Williams              | Human Powered Health     | z.t.     |
| 9       | Elisabeth Ebras            | BePink-Imatra-Bongioanni | z.t.     |
| 10      | Lonneke Uneken             | VolkerWessels            | z.t.     |
| 11      | Maria Giulia Confalonieri  | Uno-X Mobility           | + 4"     |
| 12      | Evy Kuijpers               | Fenix-Deceuninck         | z.t.     |
| 13      | Annemarie Worst            | Fenix-Deceuninck         | + 7"     |
| 14      | Marion Norbert-Riberolle   | Fenix-Deceuninck         | + 10"    |
| 15      | Vera Tieleman              | DD Group                 | z.t.     |
| 16      | Marthe Goossens            | AG Insurance-Soudal      | + 12"    |
| 17      | Leonie Bentveld            | AG Insurance-Soudal      | + 14"    |
| 18      | Puck Langenbarg            | Fenix-Deceuninck         | z.t.     |
| 19      | Ilse Pluimers              | AG Insurance-Soudal      | + 16"    |
| 20      | Valerie Demey              | VolkerWessels            | z.t.     |

Mannen: 2018 · 2019 · 2020 · 2021 · 2022 · 2023 · 2024 · 2025
Vrouwen: 2023 · 2024 · 2025